# Yarrow Stadium
Yarrow Stadium è un impianto sportivo multifunzione neozelandese che si trova a New Plymouth, città della regione di Taranaki nell'Isola del Nord.
Edificato tra il 1931 e il 1947, servì a lungo come impianto interno delle province rugbistiche di Taranaki sia nel rugby a XIII che in quello a XV.
Ristrutturato una prima volta nel 2002, fu per 17 anni uno degli impianti della franchise professionistica di Super Rugby dell'Hurricanes, di base a Wellington; dal 2014 lo è, invece, della franchise rivale degli Chiefs, di Waikato.
Tra il 2016 e il 2018 fu, inoltre, la struttura interna della formazione dilettantistica calcistica del Team Taranaki.
In ambito internazionale, la squadra di rugby a 15 di Taranaki ivi ospitò in numerose occasioni i British Lions nel corso dei loro tour in Nuova Zelanda e, nel 2011, lo stadio fu tra le sedi che ospitarono incontri della Coppa del Mondo di rugby.
Yarrow Stadium, intitolato a Noel Yarrow, affarista e benefattore un cui lascito ne permise la costruzione, è noto anche con i nomi di Rugby Park e Stadium Taranaki.
La sua proprietà è in capo al consiglio distrettuale di New Plymouth, ed è gestito da New Plymouth Event Venues, agenzia pubblica delegata all'amministrazione degli impianti cittadini.
Dal 2017 lo stadio è chiuso al pubblico per rischio sismico e nuovi lavori (abbattimento e rifacimento delle tribune coperte) sono stati autorizzati dal consiglio distrettuale a fine 2020 allo scopo di mettere in sicurezza l'impianto.

## Storia
Il primo embrione di stadio, un campo di rugby, vide la luce nel 1931 ma le prime installazioni che lo resero uno stadio propriamente detto risalgono al 1947.
All'epoca dotato di una singola tribuna, nel 1959 ospitò 35000 spettatori (in piedi e seduti) durante il tour dei British Lions in Nuova Zelanda in un incontro infrasettimanale contro Taranaki.
Noel Yarrow, uomo d'affari di New Plymouth e appassionato di rugby, tra le varie attività di beneficenza che mise in opera attraverso una sua fondazione finanziò anche lavori allo stadio, che dall'originaria denominazione di Rugby Park fu intitolato a suo nome.
Nel 1999 il consiglio distrettuale di New Plymouth istituì un trust per la gestione degli eventi all'allora Rugby Park e lo fornì di una dotazione di 9,6 milioni di dollari.
Nel 2002 fu dotato di due nuove tribune laterali e nel 2009, in previsione della Coppa del Mondo di rugby 2011, fu ristrutturato e ampliato fino a 25500 posti a sedere.
Ancora nel 2009 la rivista specializzata Rugby World giudicò Yarrow il terzo miglior stadio rugbistico del mondo dopo Eden Park e il Millennium Stadium, per via del suo aspetto raccolto e familiare, lo sfondo del monte Taranaki visibile dalle tribune, la competenza del pubblico e l'ambiente che rendeva perfettamente il clima di rugby provinciale tipico della Nuova Zelanda.
Durante la Coppa del Mondo 2011 lo stadio ospitò tre incontri, tutti della fase a gironi.
Al 2015 le più recenti costruzioni risalivano alla ristrutturazione del 2002 (tribuna orientale, originariamente costruita nel 2002, espansa nel 1991 e dotata di una nuova copertura nel 2001; tribuna occidentale ricostruita completamente nel 2002).
A inizio 2016 il club dilettantistico Team Taranaki concluse un accordo con l'ente gestore dell'impianto per utilizzare Yarrow Stadium come struttura delle proprie gare interne a partire dall'imminente stagione calcistica.
A seguito del terremoto di Kaikōura del novembre 2016 che, sia pur localizzato nell'Isola del Sud, provocò movimenti tettonici anche in quella del Nord, Yarrow Stadium fu provvisoriamente chiuso un anno più tardi perché considerato a rischio sismico; la chiusura definitiva fino a lavori di adeguamento fu decisa a giugno 2018.
A novembre 2020 è stato approvato un piano completo di ristrutturazione da 50 milioni di dollari, che prevede il rifacimento completo della tribuna orientale, la più a rischio crollo, e un ventilato adeguamento del campo alle misure internazionali previste per test cricket; in passato, infatti, a cavallo tra i due secoli, lo stadio ospitò il Central District, formazione provinciale di cricket, e l'intendimento futuro è quello di trasformare Yarrow Stadium in un hub di varie discipline al fine di ottimizzarne l'uso.

## Incontri internazionali di rilievo

### Rugby a 15
| Arbitro: | Craig Joubert |

|                           |      |                 |
| Bowe 40’, 60’ R. Best 56’ | mt   | 80’ Emerick     |
| Sexton 40’ O’Gara 60’     | tr   | 80’ Malifa      |
| Sexton 17’                | c.p. | 54’ J. Paterson |